# Christuskirche (Remsfeld)

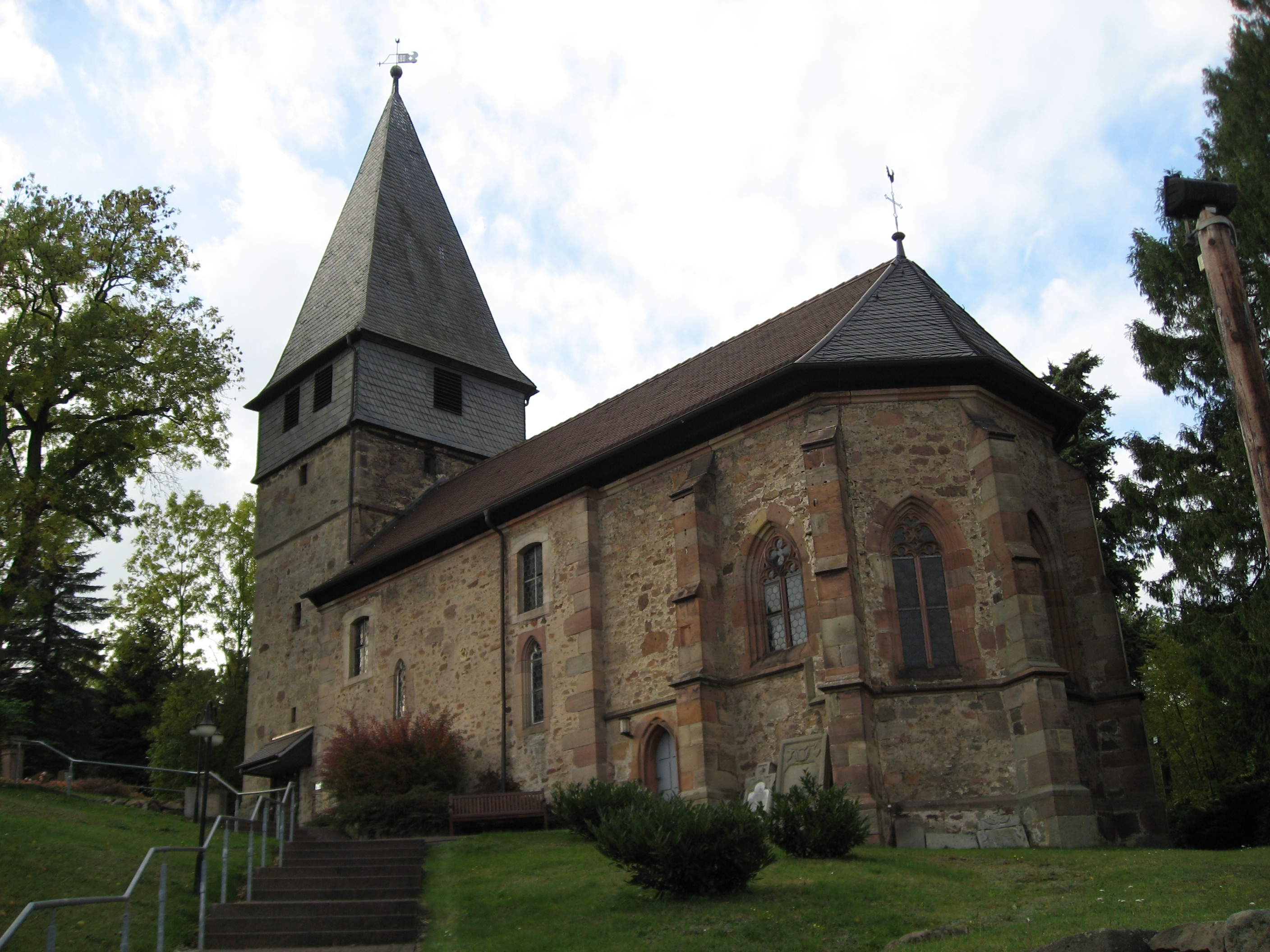
Christuskirche in Remsfeld

Die evangelische Christuskirche ist ein denkmalgeschütztes Kirchengebäude in Remsfeld, einem Ortsteil der Gemeinde Knüllwald im Schwalm-Eder-Kreis in Hessen. Die Kirchengemeinde gehört zum Kirchenkreis Schwalm-Eder im Sprengel Marburg der Evangelischen Kirche von Kurhessen-Waldeck.

## Beschreibung
Die ehemalige Wehrkirche wurde aus Bruchsteinen um 1500 erbaut. Die Saalkirche hat einen eingezogenen Chor mit einem Joch und einen 5/8-tel Schluss. Der Kirchturm auf quadratischem Grundriss steht im Westen. Er ist bedeckt mit einem schiefergedeckten Pyramidendach. Das Kirchenschiff mit seiner L-förmigen Empore ist mit einer Flachdecke überspannt, die mit einem Triumphbogen zum Chor geöffnet ist, der mit einem Kreuzrippengewölbe überspannt ist, das auf sechs Konsolen ruht. Um den Gewölbeschub abzufangen, wird er von sechs Strebepfeilern gestützt, zwischen denen sich Maßwerkfenster befinden. Die Orgel wurde um 1730 von Johann Eberhard Dauphin gebaut.